# Đội tuyển bóng đá nữ quốc gia Ai Cập
Đội tuyển bóng đá nữ quốc gia Ai Cập là đội tuyển bóng đá nữ đại diện cho Ai Cập tại các giải đấu bóng đá nữ quốc tế. Đội được quản lý bởi Hiệp hội bóng đá Ai Cập.
Giống như hầu hết các quốc gia châu Phi, bóng đá nữ ở Ai Cập thiếu sự phát triển, trong khi đội tuyển nam là một trong những đội giàu truyền thống nhất lục địa đen.

## Đội hình

### Cầu thủ hiện tại
- Cập nhật lần cuối vào ngày 20 tháng 8 năm 2022

| 1  | TM | Elham Eid                  | 26 tháng 9, 1994  | Wadi Degla   |  |  |
| 16 | TM | Farah Samer                | 2 tháng 7, 2001   | Wadi Degla   |  |  |
| 23 | TM | Amina Ahmed                |                   |              |  |  |
|    |    |                            |                   |              |  |  |
| 4  | HV | Basant AbdAlazeez          |                   | Wadi Degla   |  |  |
| 5  | HV | Mervat Farouk              | 5 tháng 6, 1993   |              |  |  |
| 6  | HV | Hend Ismail                |                   |              |  |  |
| 20 | HV | Madiha Habib               |                   |              |  |  |
|    |    |                            |                   |              |  |  |
| 2  | TV | Sherouk Sayed              | 26 tháng 11, 1999 | Olimpia Cluj |  |  |
| 3  | TV | Hayam Abdellatif (captain) |                   | Wadi Degla   |  |  |
| 8  | TV | Omnia Mahmoud              | 6 tháng 2, 1994   | Wadi Degla   |  |  |
| 13 | TV | Samya Adam                 | 19 tháng 4, 1996  | Galatasaray  |  |  |
| 19 | TV | Engy Attia                 | 4 tháng 9, 1986   |              |  |  |
| 22 | TV | Mahira El Danbouki         | 1 tháng 11, 1997  |              |  |  |
|    | TV | Sara Ismael                | 23 tháng 1, 1999  | Zaragoza CFF |  |  |
|    |    |                            |                   |              |  |  |
| 10 | TĐ | Sarah Essam                |                   | Wadi Degla   |  |  |
| 11 | TĐ | Menna Tarek                | 1 tháng 3, 1999   | El Gouna     |  |  |
| 14 | TĐ | Salwa El Metwaly           |                   | Ai Cập       |  |  |
| 17 | TĐ | Nada Abo Zid               |                   | Wadi Degla   |  |  |
| 24 | TĐ | Omneya Samir               |                   | El Gouna     |  |  |
| 27 | TĐ | Manar Salem                |                   | Wadi Degla   |  |  |
|    |    |                            |                   |              |  |  |
| 7  |    | Noura Khaled               |                   | Ai Cập       |  |  |
| 9  |    | Randa Khalil               |                   | Ai Cập       |  |  |
| 12 |    | Eman Abdellatif            |                   | Ai Cập       |  |  |
| 18 |    | Ahed Bhgat                 |                   | Ai Cập       |  |  |

## Thống kê các giải đấu

### Giải vô địch bóng đá nữ thế giới
| Giải vô địch bóng đá nữ thế giới | Giải vô địch bóng đá nữ thế giới | Giải vô địch bóng đá nữ thế giới | Giải vô địch bóng đá nữ thế giới | Giải vô địch bóng đá nữ thế giới | Giải vô địch bóng đá nữ thế giới | Giải vô địch bóng đá nữ thế giới | Giải vô địch bóng đá nữ thế giới | Giải vô địch bóng đá nữ thế giới |
| Năm                              | Kết quả                          | St                               | T                                | H                                | B                                | Bt                               | Bb                               | Hs                               |
| -------------------------------- | -------------------------------- | -------------------------------- | -------------------------------- | -------------------------------- | -------------------------------- | -------------------------------- | -------------------------------- | -------------------------------- |
| 1991                             | Không tham dự                    | Không tham dự                    | Không tham dự                    | Không tham dự                    | Không tham dự                    | Không tham dự                    | Không tham dự                    | Không tham dự                    |
| 1995                             | Không tham dự                    | Không tham dự                    | Không tham dự                    | Không tham dự                    | Không tham dự                    | Không tham dự                    | Không tham dự                    | Không tham dự                    |
| 1999                             | Không vượt qua vòng loại         | Không vượt qua vòng loại         | Không vượt qua vòng loại         | Không vượt qua vòng loại         | Không vượt qua vòng loại         | Không vượt qua vòng loại         | Không vượt qua vòng loại         | Không vượt qua vòng loại         |
| 2003                             | Không tham dự                    | Không tham dự                    | Không tham dự                    | Không tham dự                    | Không tham dự                    | Không tham dự                    | Không tham dự                    | Không tham dự                    |
| 2007                             | Không vượt qua vòng loại         | Không vượt qua vòng loại         | Không vượt qua vòng loại         | Không vượt qua vòng loại         | Không vượt qua vòng loại         | Không vượt qua vòng loại         | Không vượt qua vòng loại         | Không vượt qua vòng loại         |
| 2011                             | Không tham dự                    | Không tham dự                    | Không tham dự                    | Không tham dự                    | Không tham dự                    | Không tham dự                    | Không tham dự                    | Không tham dự                    |
| 2015                             | Không vượt qua vòng loại         | Không vượt qua vòng loại         | Không vượt qua vòng loại         | Không vượt qua vòng loại         | Không vượt qua vòng loại         | Không vượt qua vòng loại         | Không vượt qua vòng loại         | Không vượt qua vòng loại         |
| 2019                             | Không vượt qua vòng loại         | Không vượt qua vòng loại         | Không vượt qua vòng loại         | Không vượt qua vòng loại         | Không vượt qua vòng loại         | Không vượt qua vòng loại         | Không vượt qua vòng loại         | Không vượt qua vòng loại         |
| 2023                             | Không vượt qua vòng loại         | Không vượt qua vòng loại         | Không vượt qua vòng loại         | Không vượt qua vòng loại         | Không vượt qua vòng loại         | Không vượt qua vòng loại         | Không vượt qua vòng loại         | Không vượt qua vòng loại         |
| Tổng cộng                        | 0/9                              | 0                                | 0                                | 0                                | 0                                | 0                                | 0                                | 0                                |

### Thế vận hội Mùa hè
| Năm           | Kết quả       | St            | T             | H             | B             | Bt            | Bb            | Hs            |
| ------------- | ------------- | ------------- | ------------- | ------------- | ------------- | ------------- | ------------- | ------------- |
| 1996 đến 2020 | Không tham dự | Không tham dự | Không tham dự | Không tham dự | Không tham dự | Không tham dự | Không tham dự | Không tham dự |
| 2024          |               |               |               |               |               |               |               |               |
| Tổng          | 0/7           | 0             | 0             | 0             | 0             | 0             | 0             | 0             |

### Cúp bóng đá nữ châu Phi
| Năm  | Kết quả                  | St                       | T                        | H                        | B                        | Bt                       | Bb                       | Hs                       |
| ---- | ------------------------ | ------------------------ | ------------------------ | ------------------------ | ------------------------ | ------------------------ | ------------------------ | ------------------------ |
| 1991 | Không tham dự            | Không tham dự            | Không tham dự            | Không tham dự            | Không tham dự            | Không tham dự            | Không tham dự            | Không tham dự            |
| 1995 | Không tham dự            | Không tham dự            | Không tham dự            | Không tham dự            | Không tham dự            | Không tham dự            | Không tham dự            | Không tham dự            |
| 1998 | Vòng bảng                | 3                        | 0                        | 0                        | 3                        | 2                        | 14                       | −12                      |
| 2000 | Không vượt qua vòng loại | Không vượt qua vòng loại | Không vượt qua vòng loại | Không vượt qua vòng loại | Không vượt qua vòng loại | Không vượt qua vòng loại | Không vượt qua vòng loại | Không vượt qua vòng loại |
| 2002 | Không tham dự            | Không tham dự            | Không tham dự            | Không tham dự            | Không tham dự            | Không tham dự            | Không tham dự            | Không tham dự            |
| 2004 | Không tham dự            | Không tham dự            | Không tham dự            | Không tham dự            | Không tham dự            | Không tham dự            | Không tham dự            | Không tham dự            |
| 2006 | Không vượt qua vòng loại | Không vượt qua vòng loại | Không vượt qua vòng loại | Không vượt qua vòng loại | Không vượt qua vòng loại | Không vượt qua vòng loại | Không vượt qua vòng loại | Không vượt qua vòng loại |
| 2008 | Không tham dự            | Không tham dự            | Không tham dự            | Không tham dự            | Không tham dự            | Không tham dự            | Không tham dự            | Không tham dự            |
| 2010 | Không tham dự            | Không tham dự            | Không tham dự            | Không tham dự            | Không tham dự            | Không tham dự            | Không tham dự            | Không tham dự            |
| 2012 | Không vượt qua vòng loại | Không vượt qua vòng loại | Không vượt qua vòng loại | Không vượt qua vòng loại | Không vượt qua vòng loại | Không vượt qua vòng loại | Không vượt qua vòng loại | Không vượt qua vòng loại |
| 2014 | Không vượt qua vòng loại | Không vượt qua vòng loại | Không vượt qua vòng loại | Không vượt qua vòng loại | Không vượt qua vòng loại | Không vượt qua vòng loại | Không vượt qua vòng loại | Không vượt qua vòng loại |
| 2016 | Vòng bảng                | 3                        | 1                        | 0                        | 2                        | 1                        | 7                        | −6                       |
| 2018 | Không tham dự            | Không tham dự            | Không tham dự            | Không tham dự            | Không tham dự            | Không tham dự            | Không tham dự            | Không tham dự            |
| 2022 | Không vượt qua vòng loại | Không vượt qua vòng loại | Không vượt qua vòng loại | Không vượt qua vòng loại | Không vượt qua vòng loại | Không vượt qua vòng loại | Không vượt qua vòng loại | Không vượt qua vòng loại |
| Tổng | 2 lần vòng bảng          | 6                        | 1                        | 0                        | 5                        | 3                        | 21                       | -18                      |